# Affonso Arinos de Mello Franco

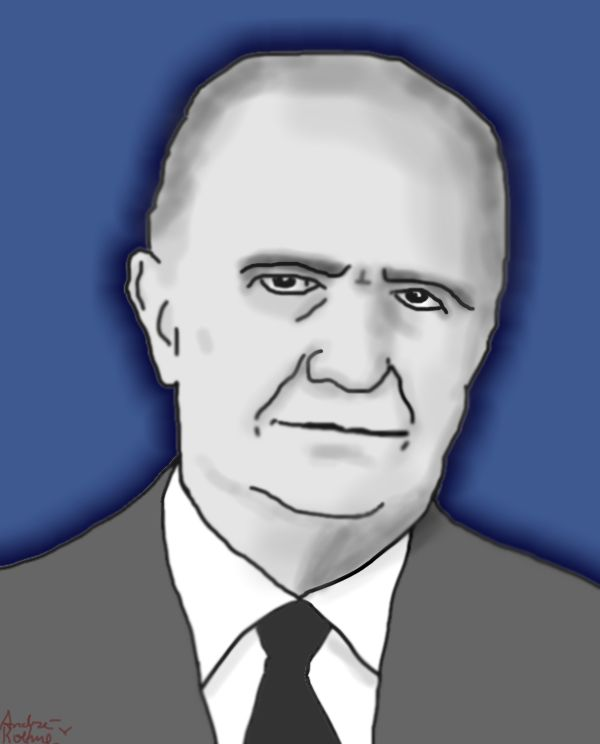
Affonso Arinos de Mello Franco

Affonso Arinos de Mello Franco (* 11. November 1930 in Belo Horizonte; † 15. März 2020 in Rio de Janeiro) war ein brasilianischer Diplomat.

## Leben
Affonso Arinos de Mello Franco war der Sohn von Anna Guilhermina Pereira de Mello Franco und Afonso Arinos de Mello Franco. Von 1983 bis 1985 war er Botschafter in Caracas. Von 1986 bis 1990 war er Botschafter beim Heiligen Stuhl und gleichzeitig beim Malteserorden akkreditiert. Von 1990 bis 1994 war er Botschafter in Den Haag und vertrat die brasilianische Regierung beim ständigen Schiedshof. Ab 1999 war er Mitglied der Academia Brasileira de Letras, Stuhl 17.
In heutiger Schreibung nach Rechtschreibreformen lautet sein Name Afonso Arinos de Melo Franco, als Autor veröffentlichte er auch unter der Namensform Afonso Arinos Filho.

## Schriften (Auswahl)
- Tempestade no altiplano. Diário de um embaixador. Paz e Terra, São Paulo 1998, ISBN 85-219-0295-6.